# Miroslav Pavlović
Miroslav Pavlović (en serbio cirílico: Мирослав Павловић; 23 de octubre de 1942, en Požega – 19 de enero de 2004, en Belgrado) fue un futbolista serbio. Fue internacional con Yugoslavia, con quien llegó a la final de la Eurocopa 1968 que perdieron ante Italia, y disputó la Copa Mundial de Fútbol de 1974. Jugaba como centrocampista y jugó, principalmente, en el Estrella Roja de Belgrado, con quien disputó más de doscientos partidos oficiales de liga.